# Amor na Roma Antiga

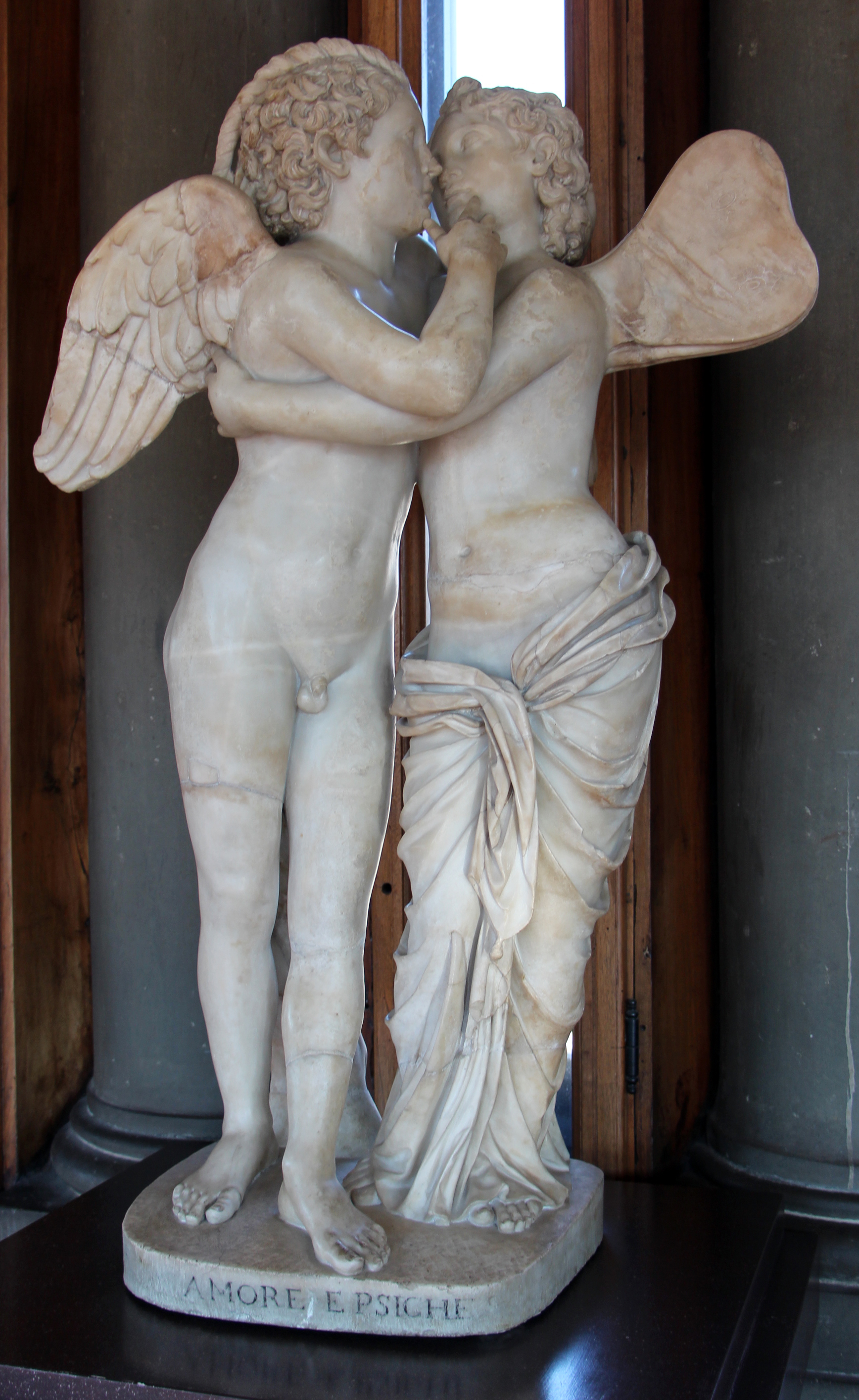
Cupido e Psiquê
Galleria degli Uffizi
Cópia romana de um original helenístico

A história do amor na Roma Antiga apresenta uma característica ambígua, pois os romanos, que se auto-intitulavam conquistadores do mundo e que demonstrava geralmente uma natureza séria, dissimulava em si um vasto sentimento de ternura, mais exigente do que eles mesmos permitiriam confessar. Esse amor estava presente em suas lendas, na sua religião e em suas relações conjugais e extraconjugais.

## Etimologia
O termo amor vem do verbo no infinitivo amare, que em latim significa ser o amante ou a amante de alguém . Esse verbo “amar” vem de "gostar de”, do indo-europeu AM-A-, que gerou palavras relacionadas ao crescimento de uma criança pequena, como “mãe”, “mamar”, “mama”, etc.

## O amor nas lendas

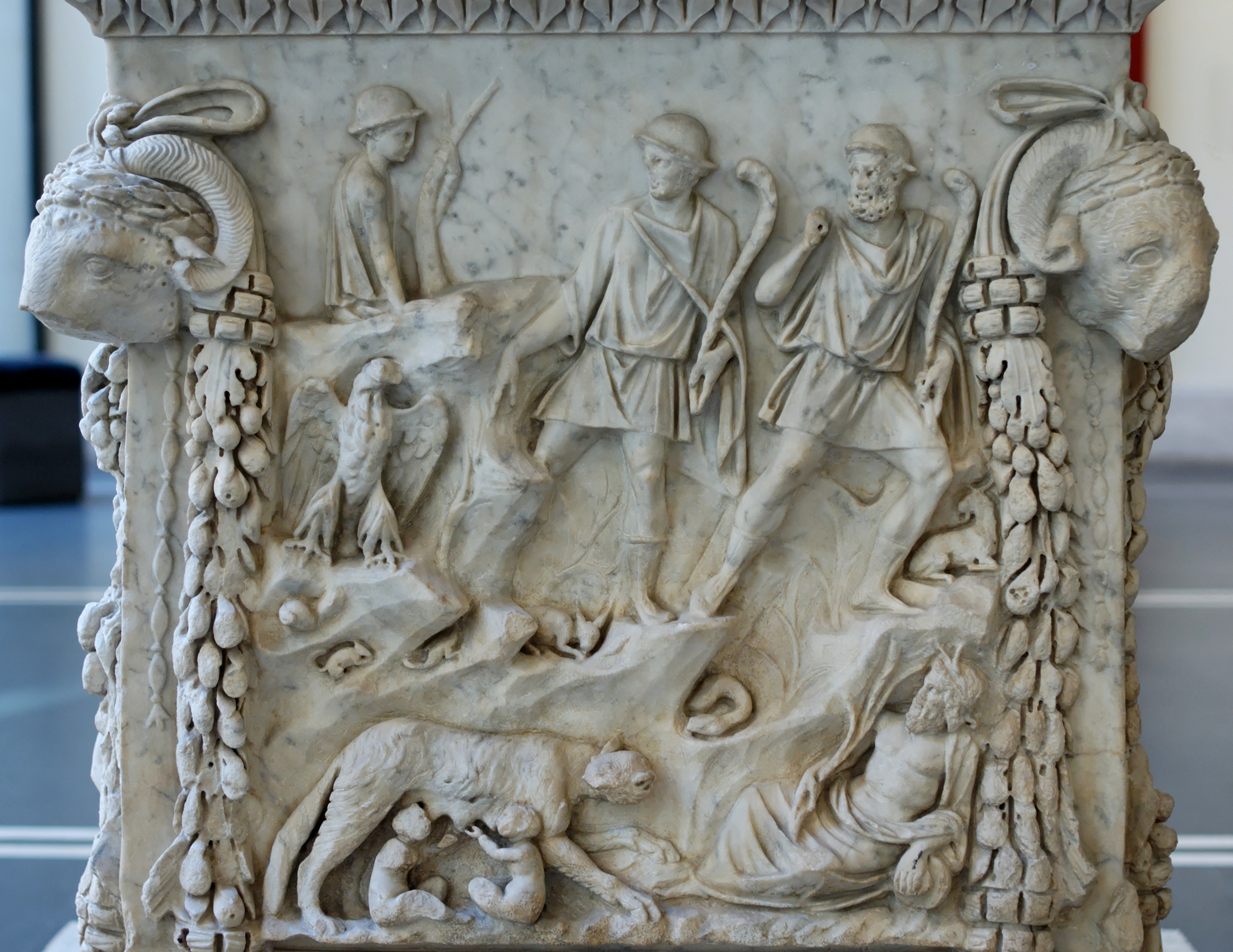
Altar com Rômulo e Remo sendo amamentados pela loba

A história da cidade de Roma, segundo suas lendas, começa com um romance. Segundo Virgílio, na montanha Ida, na Frígia, distante da península Itálica, Afrodite, a deusa grega do amor, teria se apaixonado por Anquises, sobrinho do rei de Troia . Utilizando-se de suas artimanhas sedutoras, a deusa, na figura de uma mortal, une-se ao homem. Satisfeita, a deusa revela sua identidade a anuncia que lhe dará um filho. Esse semideus, seria conhecido como Eneias, um dos sobreviventes da Queda de Troia, que partiria em viagem por um novo lar, carregando seu pai idoso nos ombros, junto com seu filho e outras pessoas da cidade. Eles chegam ao Lácio e o filho de Eneias, Ascânio, sobe o rio Tibre e funda a cidade de Alba Longa.
Séculos posteriores, outro caso de amor foi fundamental para o nascimento de Roma segundo as lendas. Reia Sílvia era filha do rei de Alba Longa, Numitor. Porém, esse rei foi destronado pelo irmão, Amúlio, que condenou a jovem sobrinha à virgindade de uma sacerdotisa vestal, o que apagaria a linhagem do rei legítimo . Entretanto, apesar dessa preocupação, o destino quis que Reia conhecesse o amor. O deus da guerra, Marte, a teria visto às margens de um rio e se apaixonara pela jovem. Dessa união, nasceriam dois gêmeos, Rômulo e Remo.

### Rapto das Sabinas

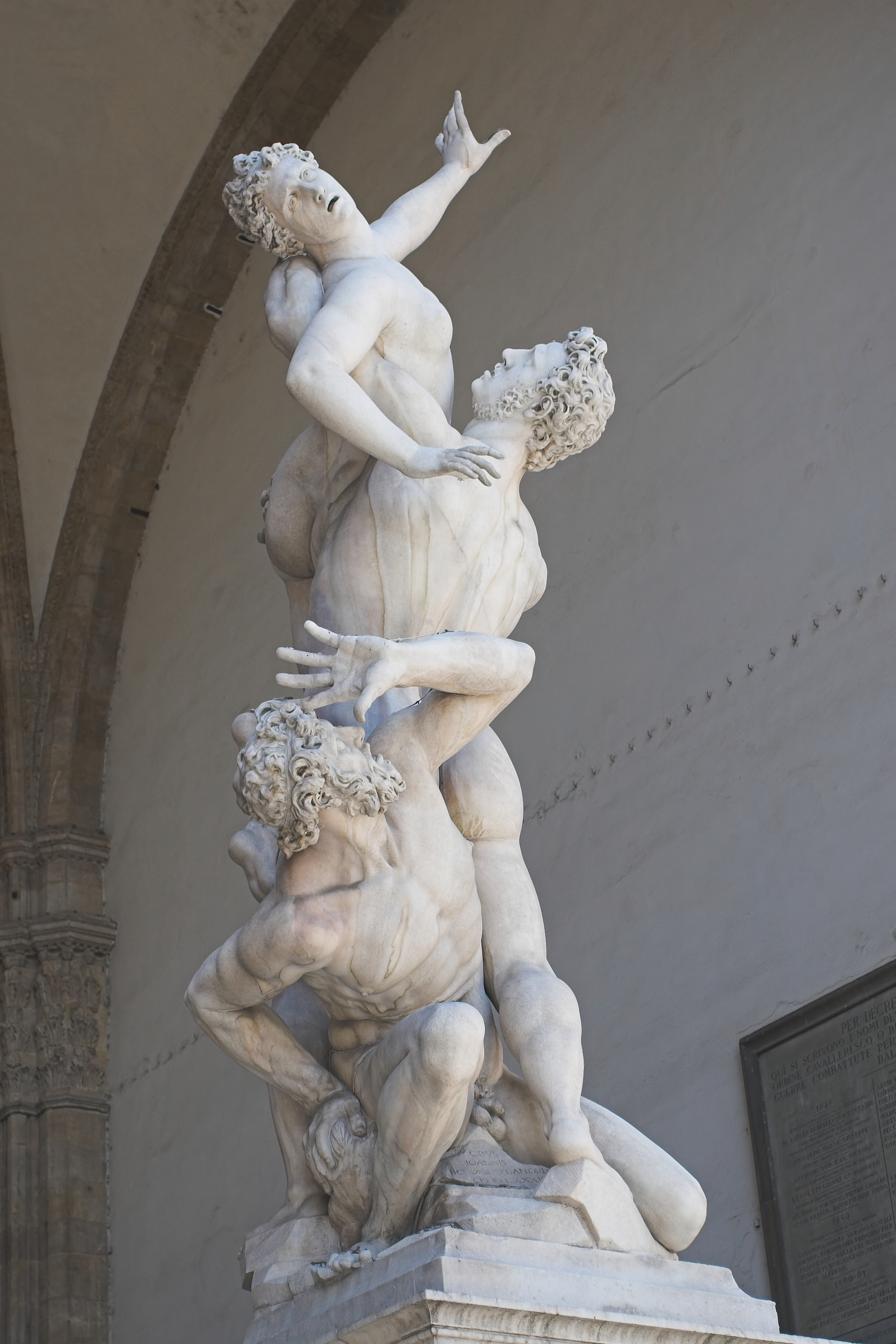
O Rapto das Sabinas
Giambologna
Loggia dei Lanzi, Florença

Rômulo fundara a cidade de Roma, mas uma cidade precisava de habitantes e também prosperar. Na região vizinha, havia aldeias com mulheres livres, mas os pais delas não se mostraram desejosos em concedê-las em casamento a esses recém chegados, cujo passado era inquietante e não possuíam nomes conhecidos. Rômulo e seus companheiros tiveram então que se utilizar da violência para ter esposas. Convidaram os habitantes das aldeias próximas para assistirem aos jogos em honra aos deuses, que se realizariam na cidade. Com elas distraídas, os companheiros de Rômulo puderam raptar todas as moças presentes e as arrastaram a força. Os pais, quando se deram conta do feito, tiveram que regressar às suas casas para preparar a vingança, pois tinham ido ao evento desarmados . As filhas permaneceram em Roma, onde foram distribuídas entre os principais cidadãos. Rômulo interveio, as sabinas não seriam consideradas como escravas, mas sim como legítimas esposas e esperava-se que elas aceitassem a união voluntariamente. Receberiam todas as honras e os privilégios possíveis, seriam poupadas de qualquer trabalho servil, não teriam outra tarefa além de cuidarem dos filhos e fiarem a lã. Segundo os relatos (que parecem ser duvidosos), elas não resistiram a essa mistura de eloquência e ternura, e se acalmaram.
Houve uma guerra entre romanos e os pais das sabinas raptadas. Mas foram as próprias moças que intervieram em favor de uma trégua entre os pais e os recentes maridos . A trégua que se estabeleceu seguiu um tratado formal. Os dois povos se uniram em um só, transferindo o poder para Roma.

"Se os companheiros de Rômulo raptaram mulheres, foi porque quiseram assegurar a Roma uma duração maior do que a sua própria vida: a violência pode fundar cidades, a energia e a coragem guerreira tornam-nas prósperas, mas só o amor pode torná-las imortais." 

### Lucrécia

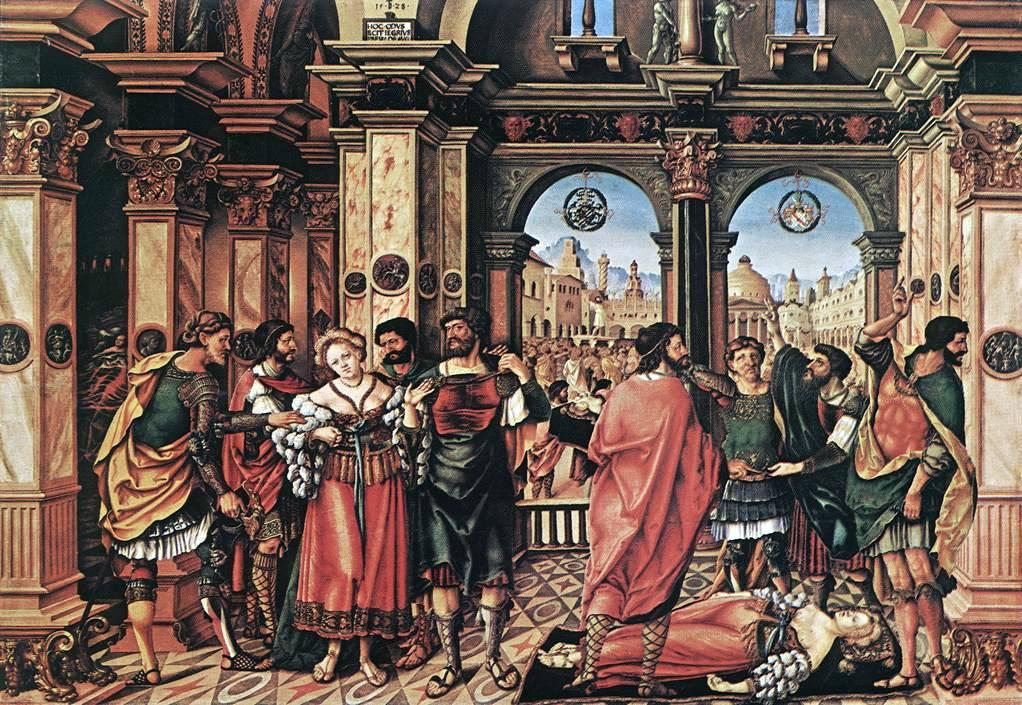
O Suicídio de Lucrécia
Jörg Breu, o Velho, 1528

Há ainda mais uma lenda amorosa na Roma Monárquica. Tito Lívio relata que Sexto Tarquínio, filho do rei Tarquínio, o Soberbo, encontrava-se no acampamento militar com outros jovens nobres e discutiam sobre as virtudes das esposas que tinham deixado em casa . Decidiram voltar à cidade e espioná-las para saber qual era a mais virtuosa então. A esposa do príncipe se encontrava em casa dando uma festa com as amigas . Somente a esposa de Lúcio Tarquínio Colatino, Lucrécia, encontrava-se sozinha em casa fiando a lã entre suas servas. Na visão dos romanos dos primeiros tempos, muito conservadores, a esposa ideal era a dona de casa e mãe exemplar, uma matrona. Sexto Tarquínio, invejoso e vingativo, decide então violar a jovem Lucrécia à força. Ela envia mensagens ao pai e ao marido depois do ocorrido e conta-lhes a história de sua desonra. Desesperada, ela enfia uma faca no próprio coração .
O povo romano, indignado com esta violência, depôs o rei , criando a República. A violação de Lucrécia não foi a causa acidental para a expulsão dos reis, mas esta ocorreu na verdade por causa de um poder monárquico sem limites, que fazia com que os reis se sentissem acima das leis, e o que cada um tem mais de sagrado, o amor da sua mulher e a santidade do lar. Mas a história de Lucrécia tem um significado. A jovem, símbolo da fidelidade conjugal, recusa a ouvir a voz do pai e do marido, que desculpam o que ela chama de "sua falta". O seu corpo fora desonrado, o seu sangue, manchado . Para a visão dos romanos, este corpo deveria perecer, ainda que a alma fosse pura. Lucrécia se torna a partir de então, pela honra de sua pudicícia, o ideal máximo de virtude feminina em Roma.

## O amor em Vênus

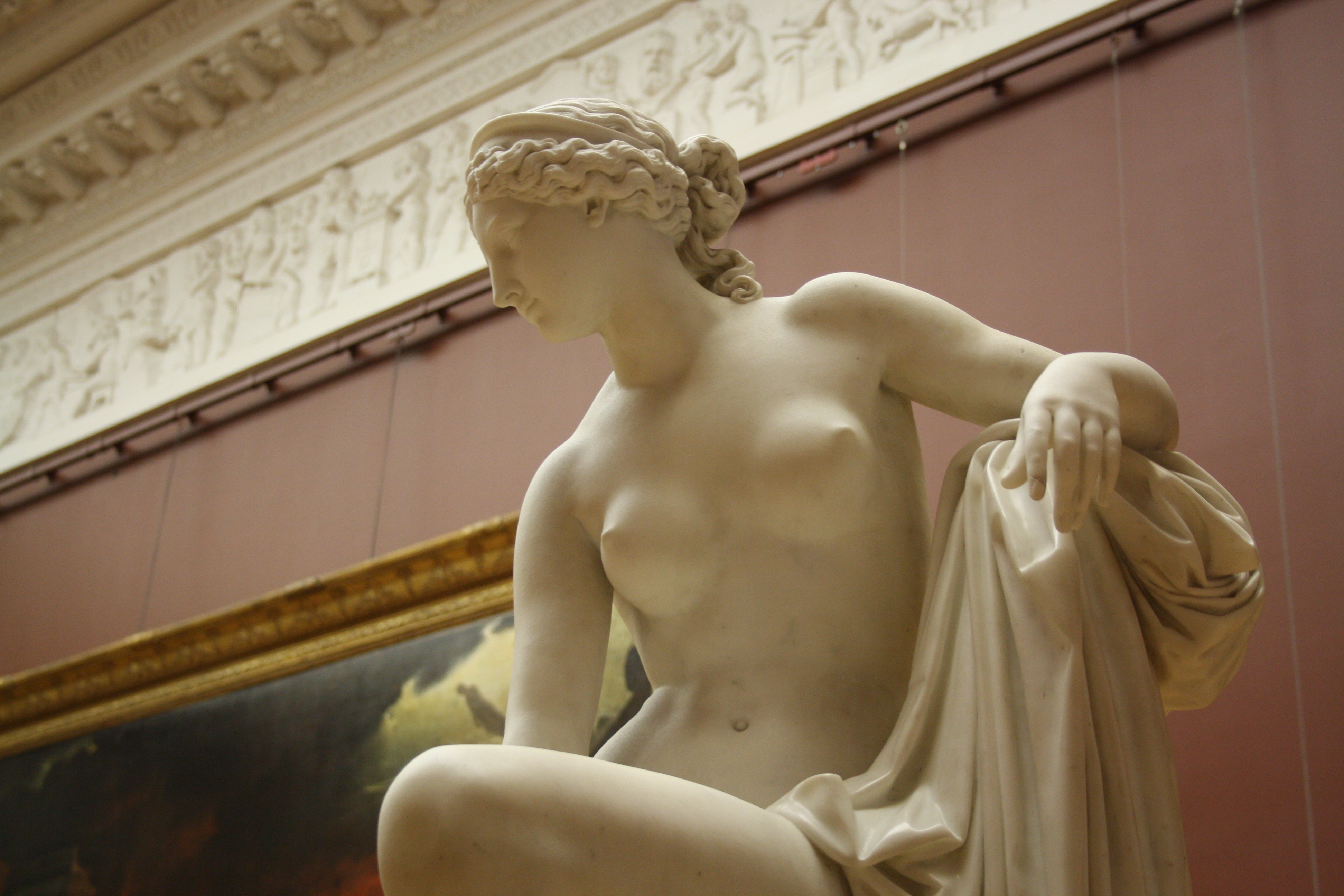
Vênus
Ivan Vitali, Museu Estatal Russo, São Petersburgo

Para os romanos, a deusa Vênus personificava a sedução feminina, simbolizava o poder misterioso, religioso e mágico que habitava na pessoa e no corpo da mulher. A deusa possuía atribuições equivalentes às de Afrodite no panteão grego, mas para os romanos Vênus significava “nascida da espuma do mar” . Mitologicamente, ela nasceu em uma concha. Em outra versão, é filha de Júpiter e Dione, considerada esposa de Vulcano , o deus manco das forjas, mas mantinha uma relação amorosa com Marte, e, por ter nascido das espumas do mar, havia quem acreditasse que esta também era uma deusa dos mares e da navegação. 
Era uma divindade considerada inquietante e durante um longo período, a Roma dos primeiros tempos não lhe tinha dedicado nenhum templo. Os patrícios, preocupados em manter a ordem e os bons costumes, olhavam com suspeitas para essa deusa geradora de perturbações e paixão . Vênus era perigosa e os magistrados encarregados de fiscalizar a religião estavam convencidos disso. O primeiro templo que lhe é dedicado na cidade, em 295 a.C., foi construído para impedir uma possível cólera da deusa.
Vênus tendia a ser patrona de tudo o que é feliz, luxuriante e jovem. Os romanos consagraram à deusa o mês de abril, aquele em que se inicia a primavera . Realizavam também a consagração dos seus templos e a sua festa anual nos dias das "Vinalia", que eram, ao mesmo tempo, os da festa do vinho. No século I a.C., Vênus tinha inúmeros fiéis que lhe pediam o sucesso em vários empreendimentos, não somente no amor, mas também nos jogos, nos negócios e no exército. A proteção de Vênus representava uma garantia de felicidade e sucesso, motivo pelo qual Júlio César a adotara como progenitora da gente (família) dos Júlios . Graças a proteção da deusa, César trazia para Roma a certeza de felicidade. Por isso, antes de ter se apoderado do poder, decidira criar um templo no centro de seu novo fórum, para aquela a quem chamava de mãe.
Vênus já não era apenas um símbolo carnal, mas reconhecida como um princípio cósmico, gerador de vida. Ela transforma-se na própria natureza, na doçura de viver e de amar. O poder de Vênus sobre as pessoas, no Império Romano, tornava-se cada vez maior . Segundo Pierre Grimal, o amor já não era apenas uma lei da vida, era uma promessa, uma garantia de imortalidade. A divinização do amor não é fruto da imaginação humana, mas uma convicção profunda de muitas pessoas. Assim canta o poeta Tibulo:

A mim, porque sempre me mostrei dócil ao terno Amor, a própria Vênus me conduzirá para os Campos Elísios. Aí há sempre danças e cantos e, voando daqui e dali, pássaros fazem ouvir uma música suave com a sua voz delicada. A terra, sem ser cultivada, produz canela e, por todo o campo, uma terra generosa floresce de rosas perfumadas. Cantam coros de rapazes misturados com ternas jovens e Amor, sem descanso, preside aos seus combates. É lá que se encontram todos os que foram arrebatados pela morte, afastando apaixonados, e sobre os seus cabelos divisam-se coroas de murta. 

## Amor e sexualidade

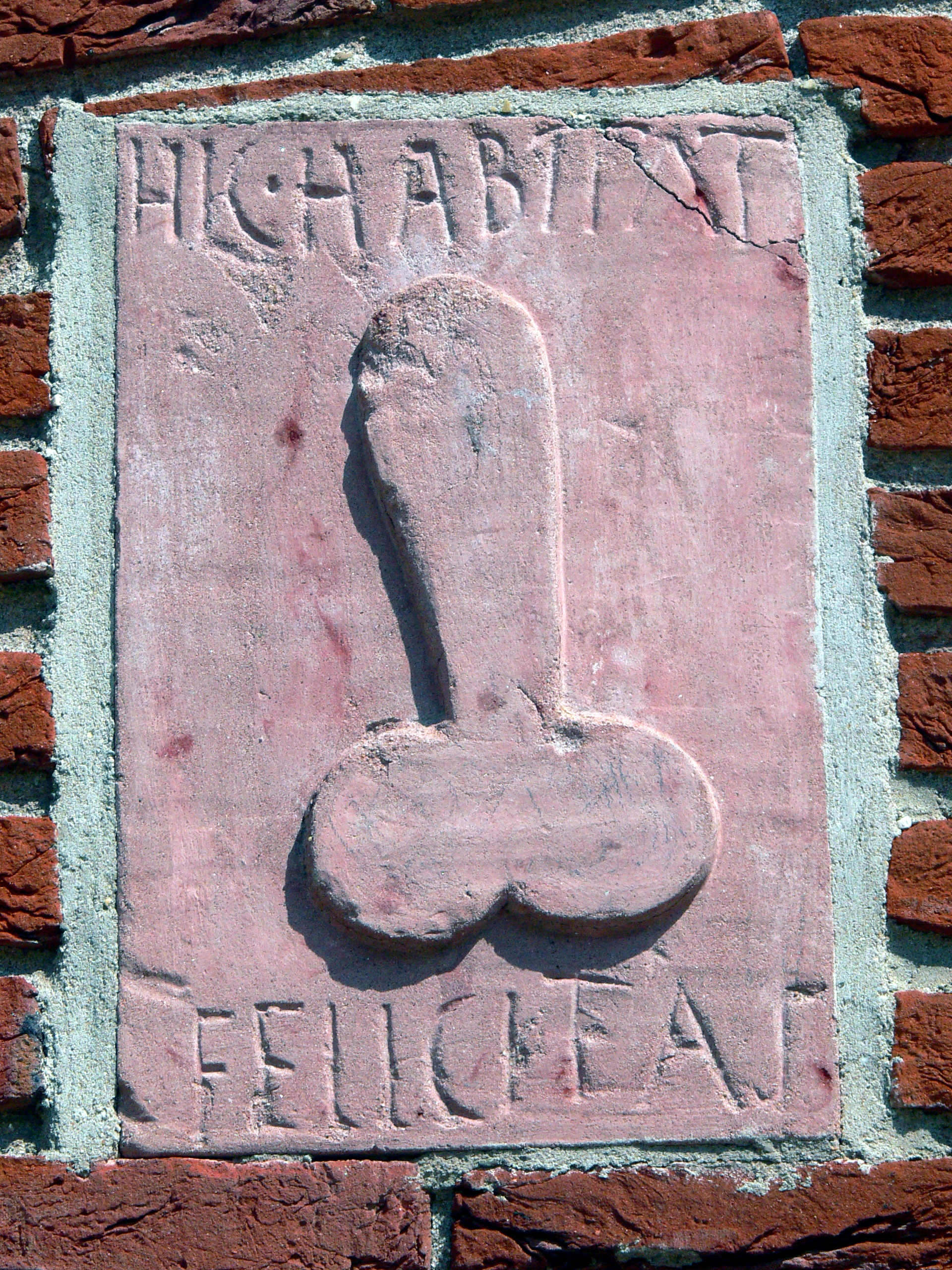
Imagem de um falo. A inscrição significa: "Aqui mora a felicidade."

O tema da sexualidade foi primeiro abordado por Michel Foucault, que problematiza essa questão confrontando-a com a moral contemporânea. De acordo com o contexto social do mundo moderno, o papel do homem e da mulher na sociedade seria paralelo aos papéis dos dois gêneros no mundo greco-romano. Neste caso, os gêneros não são caracterizados em um aspecto biológico, mas sim pelo caráter social . Para os estudiosos de cultura contemporânea, o sexo não seria uma ação natural, e sim uma construção de cada época. Portanto, significa que o conceito de sexo muda de acordo com a convenção de cada sociedade. Sendo assim, o que é convenção seria considerado natural e adequado porque assim como "praticamente toda configuração imaginável de prazer pode ser institucionalizada como convenção." 
Para os estudos de sexualidade na Roma antiga, os historiadores se juntam a estudiosos de outras áreas como a Arqueologia e a Antropologia para analisar os grafites e afrescos encontrados no sítio arqueológico de Pompeia - que eram manifestações populares feitas nas paredes da cidade  - devido ao fato desse tipo de fonte ser a única disponível aos pesquisadores para os estudos dessa área .
Um aspecto importante para o estudo da sexualidade em Roma é a ligação entre o sexo e a religião. Um exemplo dessa ligação é a origem dos deuses que geralmente nascem do casamento e do ato sexual entre outros deuses. Essa também é a origem dos fundadores da cidade de Roma, Rômulo e Remo. Um outro exemplo disso é a representação do falo, símbolo amplamente encontrado em escavações feitas em imagens e objetos, que, na visão dos romanos, é um símbolo relacionado à fertilidade e procriação, portanto era usado em amuletos para boa sorte e contra maus espíritos.

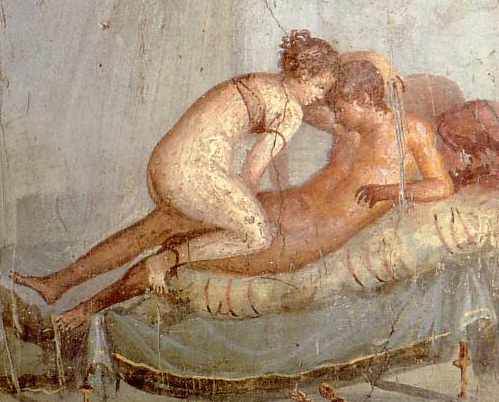
Afresco em Pompeia

Os grafites encontrados em Pompeia tratam dos mais variados temas como menções a práticas sexuais, declarações de amor, manifestação de ciúmes etc.. Como os documentos escritos encontrados se referem mais a assuntos oficiais como política, economia e guerra, essas manifestações são as principais fontes disponíveis para os estudos de assuntos do cotidiano romano, como a própria sexualidade. Porém, esses grafites se encontram em locais nos quais qualquer um poderia vê-los, portanto, é possível considerar a sexualidade como um fenômeno cultural e não apenas restrito à esfera da vida separada, mas sim parte de todas as outras esferas como a política, religião ou a economia .
De acordo com Pedro Paulo Funari, Júlio César era um exemplo sobre isso: ele era considerado um grande conquistador de mulheres, teve duas esposas, Cornélia e Pompeia, e teve amantes conhecidas, como Servília e Cleópatra. O mesmo César, contudo, tinha a fama de ser "esposa de todos os homens e marido de todas as mulheres" . Seria mais apropriado considerar que o condenável na sociedade romana era o fato de fazer-se passar por alguém do outro sexo, e não o de manter relações com pessoas do mesmo sexo, seja de forma ativa ou passiva.

## Amor e casamento
O casamento (himeneu) era um ato religioso e social . A consulta de presságios antes dele não era diferente da que precedia outras decisões. É impossível descrever como era o casamento nos primeiros anos da cidade de Roma. Os primeiros relatos são do século III a.C., geralmente se referindo as famílias da aristocracia. Mas um aspecto do casamento romano é evidente: a união do casal, embora se funde juridicamente no seu livre consentimento, não é, de modo nenhum, o resultado de uma escolha pessoal. O casamento era, principalmente, um meio de formar alianças entre as famílias. Era um dos instrumentos que servia para conquistar ou conservar o poder.
O noivado era uma tradição patriarcal. Também assinava-se o contrato relativo ao dote (geralmente pequeno e visava um investimento). A maior parte dos rituais no casamento destinava-se a proteger a noiva.  Na véspera, a jovem abandonava suas vestes de adolescente, desse modo deixando de ser criança somente no dia do casamento . Cobriam-na com uma túnica branca, respeitando a tradição, pois qualquer mudança podia ser perigosa.  O cinto era atado com um "nó de Hércules" que o marido seria o primeiro a desfazer.  Os cabelos da noiva eram penteados de acordo com um ritual bem determinado. Formavam seis tranças fixadas com faixas ao redor da testa. O penteado era dissimulado sob um véu alaranjado, o flammeum, que caía sobre os ombros. A cor laranja, a cor da aurora, era considerada benéfica. Todos os convidados se reuniam na casa da noiva e era realizado um sacrifício para os deuses. Os adivinhos, os aruspices interrogavam as entranhas da vítima. Diante das testemunhas, era declarado o consentimento dos cônjuges, juntando as mãos. A mulher devia observar todas as regras de conduta impostas à mulher casada. Era durante o noivado que se trocavam os anéis, símbolos da união projetada. 

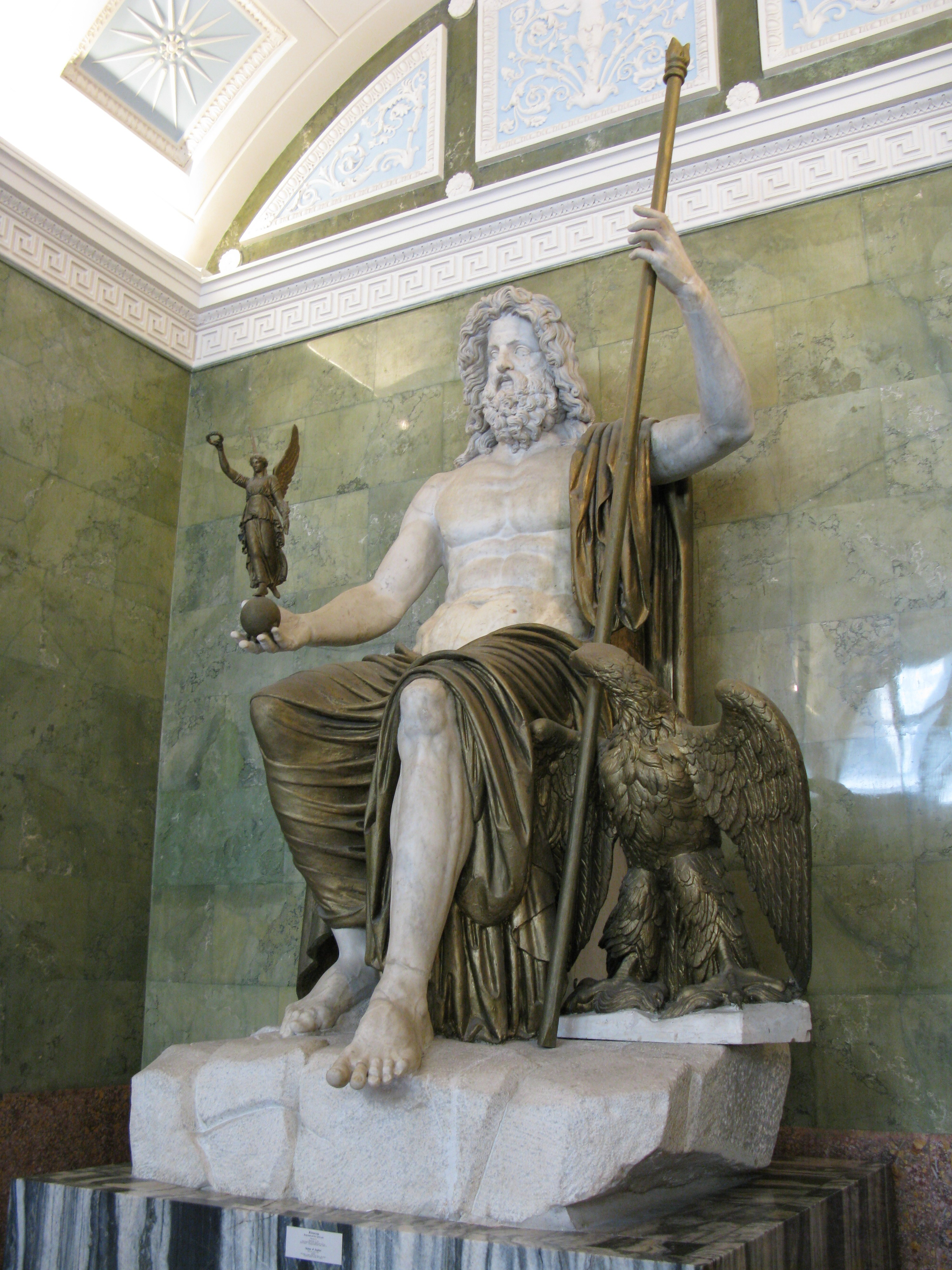
Júpiter
Estátua no Hermitage
século XIX

Pedia-se às divindades que abençoassem o casal, pedindo a proteção de provavelmente quatro deusas e somente um deus. Eram estes Júpiter, Juno, Vênus, Fides e Diana . Depois, o casal oferecia mais um sacrifício e todos se reuniam para uma refeição, à espera da noite. De noite, levavam a noiva em um cortejo até a casa do marido. Nesse cortejo, cantavam-se refrões tradicionais com muitas piadas grosseiras, provavelmente para afastar o "mau olhado" e estimular a fecundidade. A noiva era acompanhada por três rapazes que ainda tinham pai e mãe. Um deles empunhava uma tocha com espinheiro. Uma luz viva era um bom augúrio. A jovem também era acompanhada por duas escravas que seguravam uma roca e um fuso. Chegando em casa, a noiva oferecia orações às divindades da entrada, untava com óleo as ombreiras e neles atava faixas de lã. Cruzava o limiar sem correr o risco de nele tropeçar, o que seria considerado um péssimo presságio . Ela oferecia três moedas, uma ao marido, outra aos deuses do lar e a terceira aos Lares da encruzilhada mais próxima.

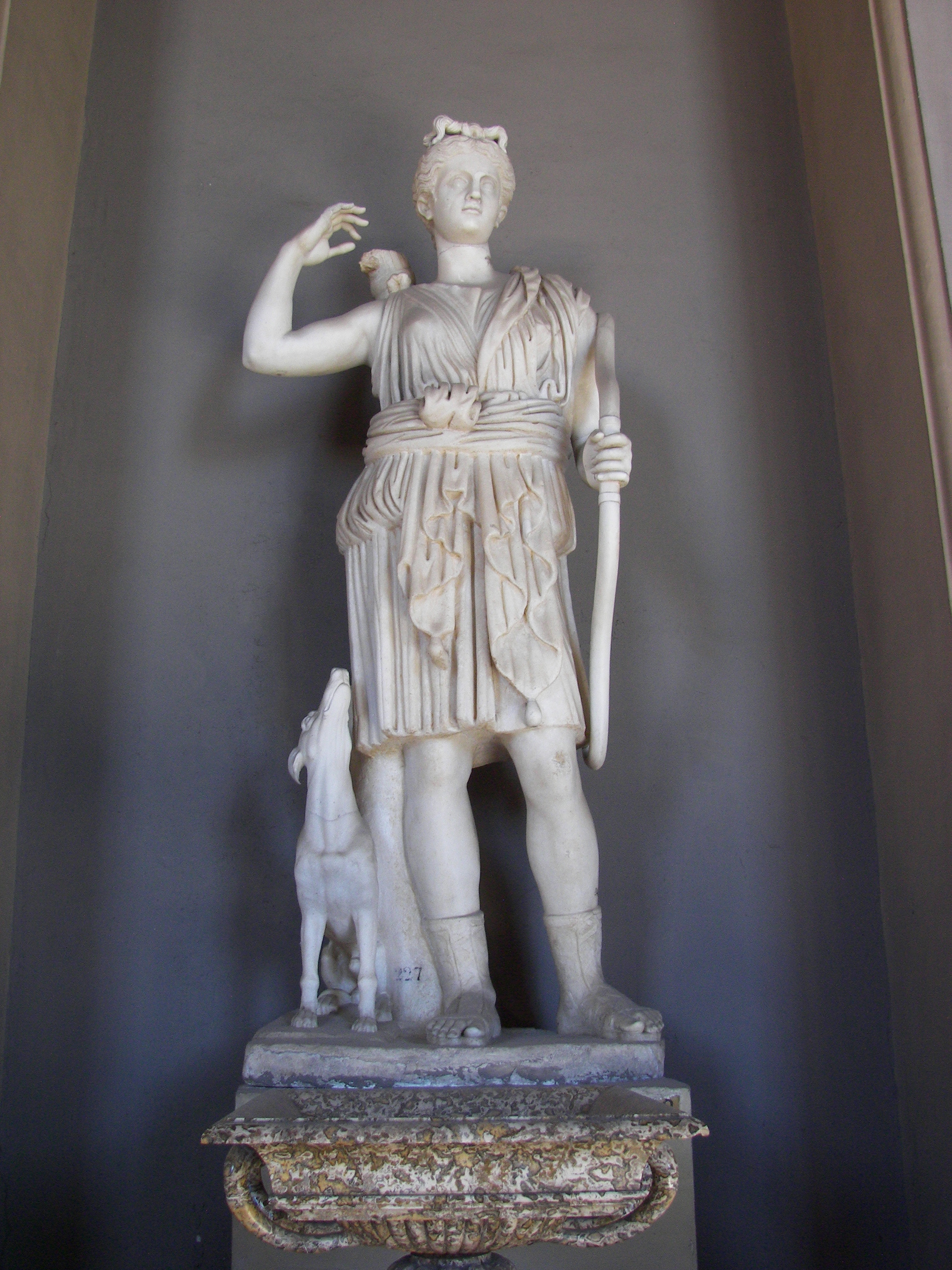
Diana
Museus Vaticanos

Uma frase famosa era pronunciada pela noiva durante a celebração: "Onde fores Gaio, eu serei Gaia (Vbi tu Gaius ego Gaia) ." Trata-se de uma frase ritual, que possui o sentido de que o futuro marido não será o senhor da jovem, mas o seu equivalente. Durante os três primeiros séculos de Roma, as alianças entre as famílias patrícias e as famílias plebeias permaneceram inexistentes. 
O flaminato era um sacerdócio muito antigo que não podia ser exercido senão por um patrício casado. O flâmine, o sacerdote do deus Júpiter, devia permanecer numa pureza ritualística perfeita . A sua mulher devia conservar também a mesma pureza. Se morresse, o seu marido tinha que demitir-se de suas funções. O casamento do flamen e da flaminica era para os romanos um casamento exemplar, feliz. 

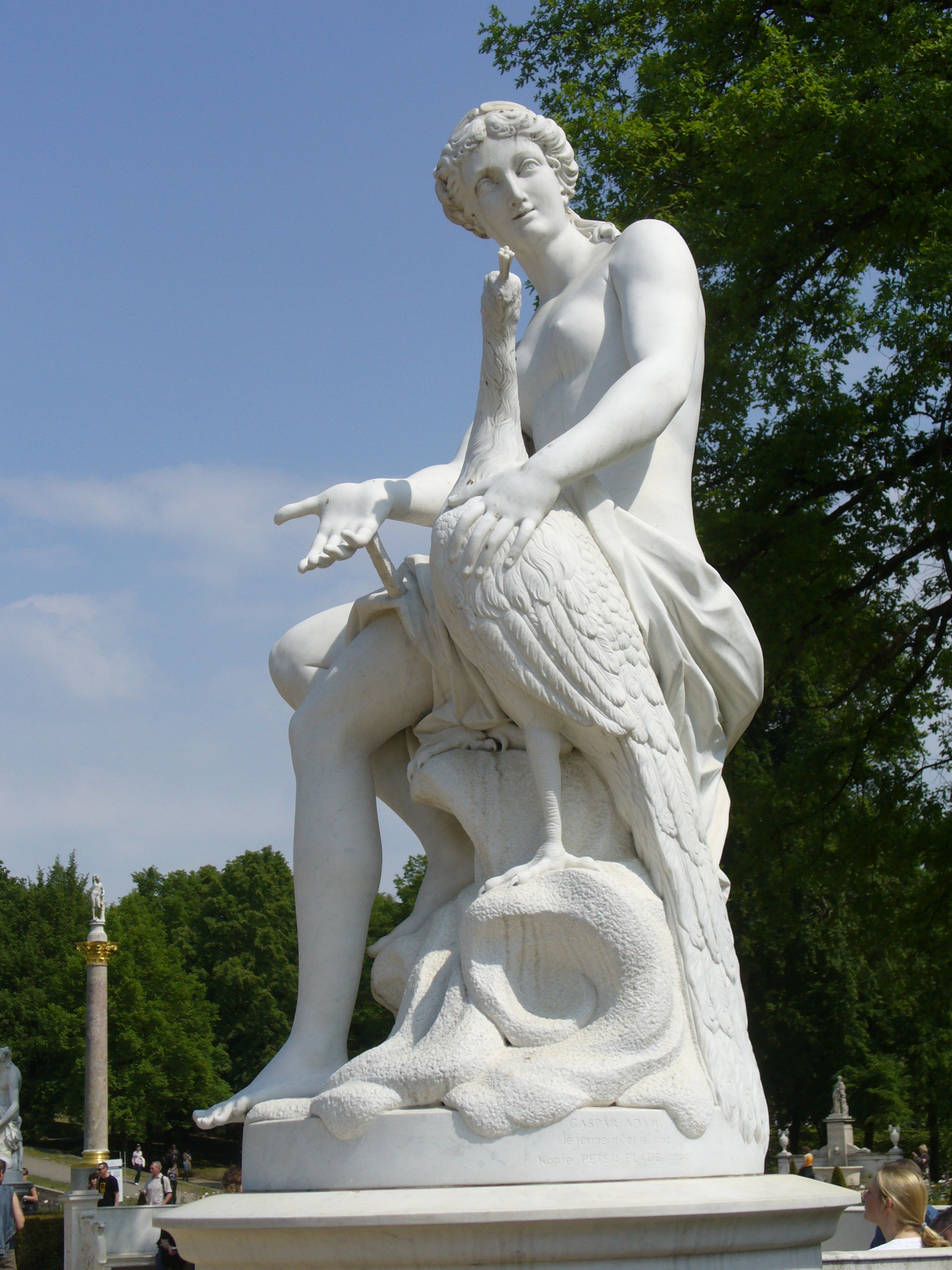
Estátua da deusa Juno

Os textos jurídicos nos falam, sobretudo, das filhas aristocratas . As jovens emancipadas, que já não dependiam da autoridade paterna, e as libertas gozavam de uma liberdade muito maior no direito de escolher o marido. De acordo com os juristas, a idade requerida para o casamento era de quatorze anos para os homens e doze anos para as mulheres . O artifício jurídico mostra que não podia haver o casamento legal antes dos doze anos; porém, o noivado e a sua consumação era comum de ocorrer mais cedo. 
O homem podia facilmente obter o divórcio caso ele estivesse disposto a devolver o dote da esposa. Ele apenas tinha que recitar a antiga fórmula "tuas res tibi habeto" ("tenha suas coisas para si mesma") . Mesmo um casamento que tivesse se formado pelo consentimento do casal ou fruto do próprio amor que sentiam não estava livre de conflitos. 

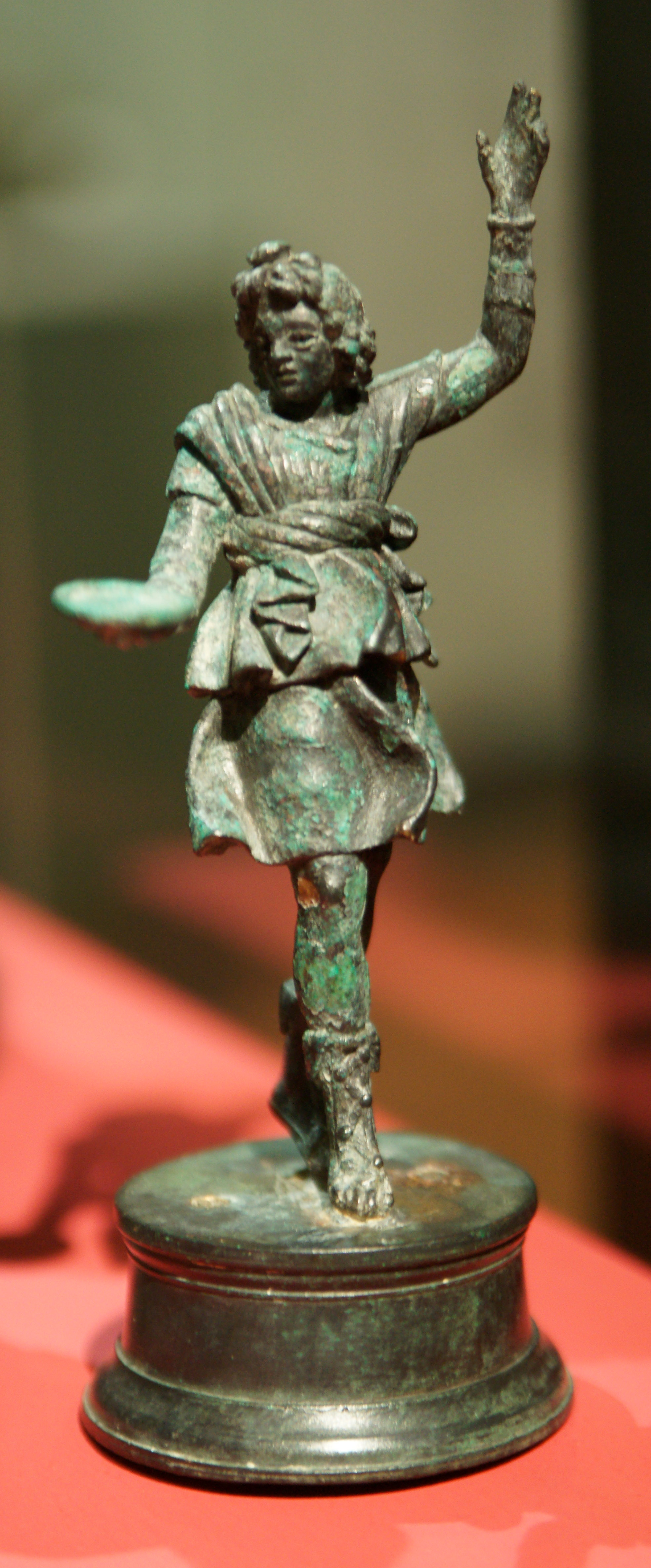
Um dos deuses Lares

O papel da mulher se torna ambíguo, podendo ser, ao mesmo tempo, uma esposa carinhosa ou uma mulher vingativa, com ou sem razão. Tito Lívio relata que aproximadamente 170 mulheres de famílias influentes foram condenadas em 331 a.C. por envenenar seus maridos . Um relato de sentimentos opostos foi escrito por Valério Máximo. Durante a visita de uma mulher que exibia joias, a mulher considerada a mais bonita de Roma naquele tempo, Cornélia, mãe dos irmãos Graco, deixou a visitante falar bastante. Quando seus filhos chegaram da escola, ela disse: "estas são as minhas joias" . 
Em 102 a.C., em uma tentativa de aumentar a taxa de nascimentos através do casamento, o censor Metelo Numídico faz um discurso um tanto que cômico, porém misógino, para incentivar a população: "Cidadãos, se pudéssemos viver sem esposas, viveríamos sem esse fardo. Mas já que a natureza quis que não pudéssemos nem viver confortavelmente com elas, nem conseguir viver sem elas, devemos levar em consideração as vantagens a longo prazo em vez da simples conveniência do momento."
Um outro acontecimento durante a época republicana que demonstra, sutilmente, o amor dentro do casamento ocorreu quando Quinto Lucrécio foi proscrito pelos membros do Triunvirato e sua esposa, Túria, ofereceu-lhe esconderijo em um pequeno quarto entre o sótão e o teto. Somente uma escrava sabia disso . Túria o manteve seguro da morte iminente, não sem assumir um grande risco para si mesma. Enquanto todos os demais proscritos tinham dificuldade para escapar e eram torturados de maneira extrema, tanto física quanto mentalmente, em locais estranhos e hostis, Lucrécio estava seguro em seu próprio quarto, no seio de sua esposa.

## Ovídio e aArte de amar

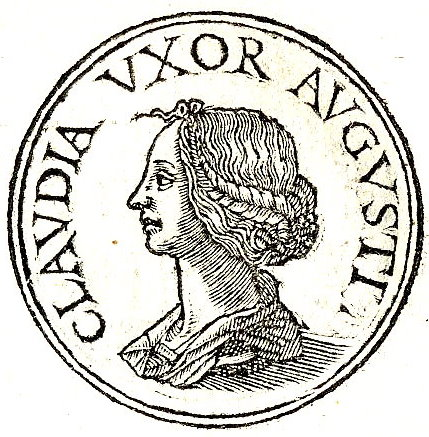
Imagem de Clódia Pulcra

Para o poeta Ovídio, a mulher é um ser de paixão e portanto, uma vítima pronta a aceitar o seu sedutor . Todo o homem que quiser conquistar uma mulher teria que elogiá-la. A mulher, mesmo a prostituta, ou mesmo a que foi libertada recentemente, é para o seu amante a domina, a "senhora", que tem todo o poder sobre ele. Domina é o termo com que os escravos da casa designavam a senhora . Os amantes, em Roma, usam-no para conferir àquela que amam a dignidade correspondente e para expressar sua submissão total. Para alguns, ela é apenas uma puella, uma menina. Para o amante, é a "senhora" e, de fato, ele presta-lhe todos os serviços que se pedem habitualmente aos escravos.
Até então, nas gerações anteriores de Ovídio, a esposa era "mãe" em relação ao marido e "senhora" para os seus empregados e os da casa. Agora, a companheira, e não somente a amante de uma noite ou por uma temporada, é poderosa, a sua influência exerce-se primeiramente sobre o homem a quem outrora, em um casamento à moda antiga, deveria respeito e obediência. Por uma curiosa inversão, o homem torna-se escravo porque ama.
Os romanos, maridos ciumentos, aprenderam a ser os mais liberais dos amantes. Catulo já tinha falado com moderação das primeiras infidelidades de sua amante, Clódia Pulcra . Parece que somente no casamento o ciúme era aceito e o que se sentia quando se amava livremente devia ser escondido se não quisesse passar por um homem inconveniente e grosseiro. O homem que teria exercido uma vingança exemplar sobre um rival que tivesse descoberto junto da mulher legítima não ousaria sequer dar mostras de mau humor se fosse traído pela amante.
O que consistia de "imoral" nas obras de Ovídio não era o seu realismo e a possível indecência de suas descrições. O principal problema que levou o poeta ao exílio foi que Ovídio revelou ao seu século o que este já tinha de algum modo percebido. Não havia um amor "permitido" e, por outro lado, amores "tolerados".
Quando o poeta Tibulo conheceu a mulher a quem chama de Délia (a que é de Delos), Otávio (mais tarde o imperador Augusto) ainda não tinha assegurado por completo o seu poder no mundo romano e não se debatia a questão das leis que regulassem os costumes . O poeta, ainda com menos de vinte anos, conheceu em Roma uma jovem que, assim como Clódia, promovia festas e suntuosos banquetes, e ficou apaixonado. Se os romanos dos tempos passados se compraziam a evocar o papel da "mãe" na família rústica, esta mãe era a esposa legítima, a domina. Mas Tibulo elevou a esta dignidade uma jovem com quem não poderia casar e atribuiu a este amor, que os costumes teriam desejado passageiro, tudo o que, normalmente, as "justas núpcias" implicavam. Aqui se encontrava um dos verdadeiros motivos para o "escândalo" e o alcance que as leis de Augusto tentariam remediar . O amor ousava não se preocupar já com as classes sociais. Um jovem destinado ao senado romano queria fazer de uma mulher considerada pela elite romana de estirpe inferior e deselegante a sua mulher legítima.
As duas faces do amor romano tendem doravante a assemelhar-se e, depois a confundir-se. Existiram casamentos legítimos que eram casamentos de amor e também existiram "ligações" fiéis . O homem devia ser um bom marido e podia, para além disso, amar a sua mulher, mas isso não era algo demasiadamente confessável. Os poetas da época de Augusto contribuíram fortemente para que se atribuísse ao amor o seu verdadeiro lugar e, ao mesmo tempo, para libertar a mulher da condição de respeito meramente formal em que os costumes a mantinham, para lhe restituir o direito de amar, de escolher, e de consentir ser fiel .

## A evolução do amor
O amor em Roma ganhou ao longo do tempo, para as mulheres, um outro aspecto. Durante o Principado, já não era, como nos tempos antigos, obediência, respeito, mas tornava-se estima, devoção, camaradagem, ou mesmo cumplicidade . A perspectiva da vida conjugal transformou-se, pois as relações carnais e a procriação perderam a sua importância, dando lugar ao nascimento de uma amizade. Nesta evolução, é possível detectar a influência da filosofia helenística, principalmente da filosofia estoica , que atribuíam ao amor um lugar de eleição na vida interior.
Ao longo da história de Roma, parece que os romanos tiveram uma atitude ambígua em relação ao amor. Desconfiavam dele como de uma loucura, um devaneio passageiro, mas ao mesmo tempo, estavam fascinados pela sua força, com o seu caráter divino . É significativo que, entre as divindades romanas associadas às relações amorosas, a primazia pertença a Vênus, uma deusa. Parece que os romanos reconheciam, de uma maneira implícita, que o amor é essencialmente um assunto de mulheres, e que são elas que conferem à união carnal o seu pleno valor sagrado.
No tempo de Plauto, os lugares públicos e as ruas de Roma estavam cheios de jovens e também de homens mais velhos que não tinham outra ocupação senão ver passar as mulheres e fazer toda a espécie de avanços às que pareciam acessíveis. À medida que se distancia de alta sociedade para encontrar a plebe, parece que a liberdade dos costumes se torna maior . Desse modo, as ruas das cidades estão repletas de aventuras, das quais os muros de Pompeia guardaram a lembrança desses amores em seus grafites. Nesta cidade, o amor é considerado o senhor que dá aos seres sua verdadeira beleza. Um grafite é exemplo disso: Nemo est bellus nisi qui amavit , o que significa, "É ser incompleto nunca ter amado."